# 早川谷二郎

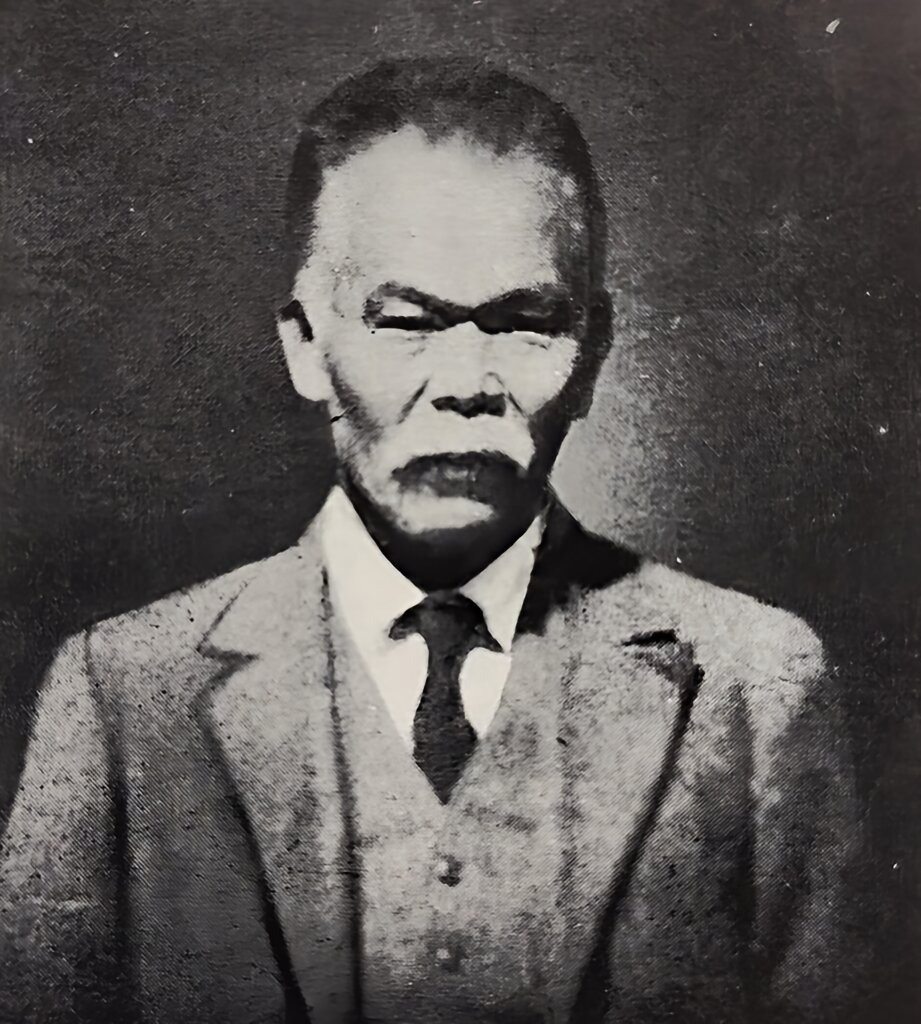

早川谷二郎（はやかわ たにじろう、1865年〈慶応元年〉 – 1938年〈昭和13年〉）は、「谷次郎」の号でも知られる日本のキリスト教伝道者、教育者。
静岡県伊東市出身で、伊東における最初期のキリスト教宣教者の一人。プリマス・ブレズレン派（キリスト同信会）に属し、日本における同派の草創期の活動を支えた。また、伊東市内のプロテスタント教会の源流ともなる伝道活動を行った人物として知られる。

## 経歴
1865年、静岡県伊東市新井の旧家「油正（あぶしょう）」を営む稲葉正右衛門の次男として生まれる。19歳で上京し、24歳でアメリカへ留学。カリフォルニア大学に入学するも、支援者の破産により中退。その後、現地で労働に従事する中で信仰に目覚め、1890年、サンフランシスコの日本人ミッション教会にて、メリマン・C・ハリス牧師より受洗。このとき、後に森永製菓の創業者となる森永太一郎もともに洗礼を受けた。早川と森永は一時期、共同生活を送るほど親しい関係にあり、帰国後も交流が続いた。
早川は当初、メソジスト系のハリスから受洗したが、後にプリマス・ブレズレン派に転じた。
1897年に帰国し、伊東尋常高等小学校で英語教員を務める一方、「活泉夜学校」という私塾を開いてキリスト教の伝道を開始。教え子には、後に伊東町長となる鈴木徳太郎、詩人の木下杢太郎などが含まれ、地域に大きな影響を与えた。
伊東の汐吹岩の奥、天狗山と呼ばれた神浦に小屋を構えて仙人のような生活を送り、日曜夜には十字の提灯を灯して礼拝を行ったとされる。これが伊東における最初の“教会”とも言われる。この早川の姿は、教え子であった詩人・木下杢太郎の心に深く刻まれており、後年、彼は早川を「感銘の人」と呼び、その影響を自身の文学にも反映させている。
伊東では、スカンジナビア・アライアンス・ミッション（同盟基督協会）による教会設立以前に伝道活動を展開し、後には同派との協力関係も築いた。同地の教会形成における両派の橋渡し役としても重要な役割を果たした。
質素な生活を貫き、財産を人々に施す姿勢は多くの証言に残っている。伊東の教会関係者や木下杢太郎など多くの文化人・名士に影響を与え、後の地域社会の形成にも貢献した。三女・臼井深雪は父の伝記的著作を残し、その記憶を後世に伝えている。